# Klih

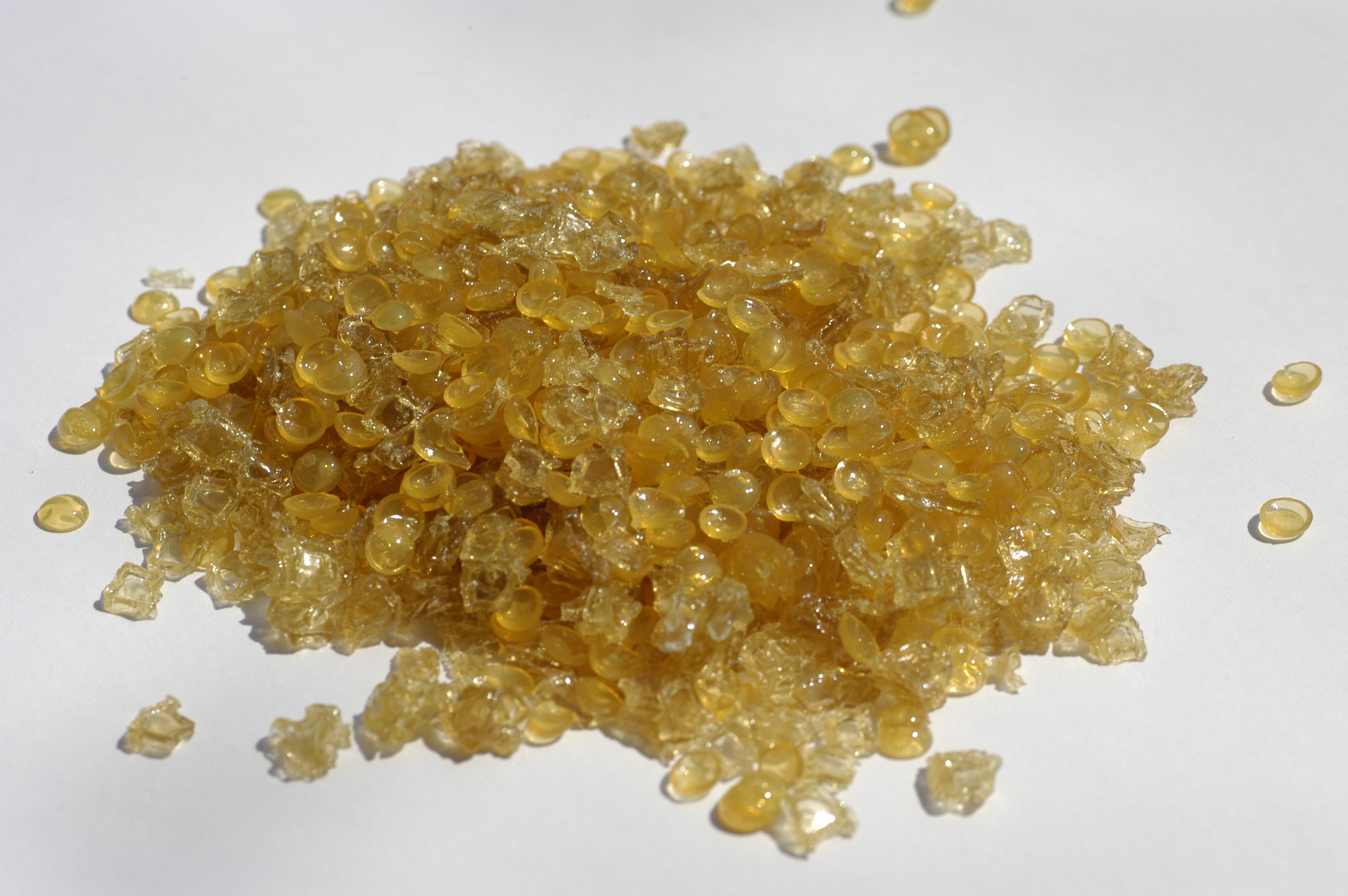
Klih v granulích

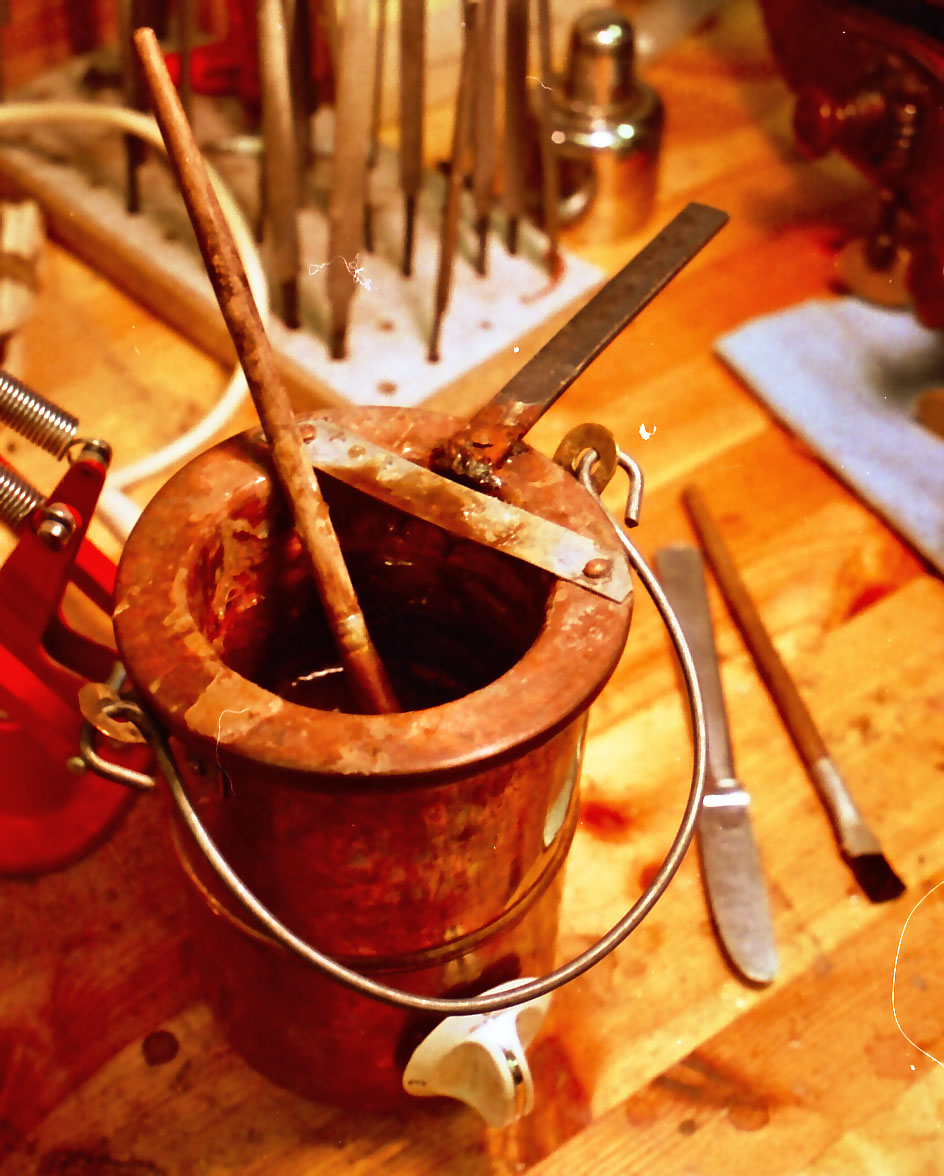
Vodní lázeň na klih s vyhříváním

Klih je druh lepidla, používaný pro lepení dřeva a papíru. Původní klihy byly vyráběny z kůže a kostí hospodářských zvířat (měknou ve vodě), později kaseinu (vodovzdorný), a zhruba od druhé třetiny 20. století také z umělých pryskyřic. Podstatou všech lepidel na bázi živočišného původu, označovaných společným názvem klihy, jsou bílkoviny, které poskytují koloidní roztoky s dobrými adhezními vlastnostmi.
Klih se používá nejen ke zpevnění dřevěných spojů, ale také k výrobě překližky a lepení dýh na povrch desek. Klížení může být prováděno za studena nebo průmyslově za horka. Přírodní klih je používán již od starověku, dnes hlavně při restaurování a při výrobě hudebních nástrojů. Jeho výhoda spočívá v tom, že v případě, kdy je třeba dílce (např. dřeva) rozebrat, se klih navlhčí a nahřeje, čímž lepený spoj povolí.
Navlhčený klih se zahřívá ve vodní lázní při teplotě 55 °C pak přechází ve velmi viskózní roztok vhodný k lepení.

## Druhy klihu
- Glutinový klih – vyráběn z kůže a kostí jatečních zvířat, často ve směsi.
  - Kostní klih – světle žlutohnědý ve formě tabulek, drti, šupinek a perleti.[1]
  - Kožní klih – je kvalitnější, čistší, lepivější, průsvitnější a elastičtější než kostní klih. Vyrábí se z odchlupených kožek. Nejkvalitnější je vyráběn z králičí nebo zaječí kůže.[1]
- Albumínový klih – připravuje se z krevního albuminu, spoje jsou odolné vůči vodě a působení vlhkosti.
- Kaseinový klih – vyrábí se z mléčné bílkoviny kaseinu, který se získává z odtučněného mléka srážením různými způsoby. Pro přípravu lepidel se používá kyselý kasein. Jejich příprava je jednoduchá – bílý prášek se rozmíchá s vodou. Lepený spoj není choulostivý na teplotu prostředí a je vodovzdorný.
- Rybí klih – z kostí, chrupavek nebo měchýřů. Velmi lepivý. Mezi nejkvalitnější patří vyzina, která se vyrábí z měchýřů vyzy velké nebo jesetera.[1]
- Pergamenový klih – v minulosti byl využíván v knižní malbě a k lepení pergamenu. Vyráběn z kůží jehňat a kůzlat.[1]
- Želatina